# لعبة صيغة عادية
في نظرية الألعاب، يطلق اسم الصيغة العادية على وسيلة لوصف لعبة ما تتطلب اتخاذ قرار لمرة واحدة من جميع المشاركين وبشكل متزامن. خلافاً للصياغة الموسعة، فالتمثيل بالصيغة العادية ليس تمثيلا رسومياً بحد ذاته، وإنما تمثل اللعبة عن طريق مصفوفة، يمثل كل بعد منها الخيارات الممكنة لأحد اللاعبين، وتحتوي كل خلية على المكاسب التي يجنيها كل لاعب حين اتخاذ القرارات تلك.
تبين المصفوفة الصيغة العادية للعبة معضلة السجينين. ضمن كل خلية، القيمة الأولى هي للاعب الذي يختار من الأسطر، والثانية للاعب الذي يختار من الأعمدة:
|              | التزام الصمت     | الاعتراف         |
| ------------ | ---------------- | ---------------- |
| التزام الصمت | 6 أشهر، 6 أشهر   | 10 سنوات، الحرية |
| الاعتراف     | الحرية، 10 سنوات | 5 سنوات، 5 سنوات |

تفيد طريقة التمثيل هذه في تحديد الاستراتيجيات المهيمنة كليا و توازن ناش، إلا أنها غير قادرة على تمثيل بعض المعلومات الأخرى، التي قد يمكن تمثيلها بالصياغة الموسعة.